# ملك جمال أيرلندا المثلي
تعتبر مسابقة ملك جمال أيرلندا المثلي (بالإنجليزية: Mr Gay Ireland)‏ مسابقة سنوية للرجال المثليين، كما تقام مسابقات إقليمية في أماكن المثليين في جميع أنحاء أيرلندا، مع نهائي كبير في أواخر أكتوبر. في السنوات السابقة عقدت المباراة النهائية في ذي جورج، دبلن. 
تأسست في عام 2005 وكانت تسمى في الأصل ملك جمال دبلن المثلي (بالإنجليزية: Mr Gay Dublin)‏ ويتم تنظيم هذا الحدث من قبل مهرجان دبلن المسرحي للمثليين. أصبح مسابقة ملك جمال أيرلندا المثلي أكثر من مجرد مسابقة للجمال وأصبح مشروعًا اجتماعيًا ومدنيًا على مستوى المجتمع المحلي يهدف إلى التغلب على القوالب النمطية السلبية تجاه المثليين ولتشجيع العمل المدني والاجتماعي ضد فيروس نقص المناعة البشرية/الإيدز بين المتسابقين وأصدقائهم.
عمل كل من براندان كورتني، إلى جانب دوللي غريب، واحدة من دراغ كوين ذي جورج المقيمين كمنشطين للمسابقة، واحدى منشطي شيرلي تامبل بار في صنداي نايت بنغو.
يدير ملك جمال أيرلندا المثلي مجموعة من المتطوعين في مهرجان مسرح دبلن الدولي للمثليين، وهي شركة مسجلة وليست هادفة للربح، مقيدة بضمان. منذ تأسيسها، تبرعت مسابقة ملك جمال أيرلندا المثلي بحوالي 50,000 يورو لأسباب خيرية بما في ذلك «جمعية راوند تاور هاوسينغ» (فيروس نقص المناعة البشرية/الإيدز) (بالإنجليزية: Round Tower Housing Association (HIV / AIDS))‏، ومؤسسة مستشفى سانت جايمس (فيروس نقص المناعة البشرية/الإيدز) (بالإنجليزية: St. James's Hospital Foundation (HIV/AIDS))‏، و الانتماء إلى لتطوير الشباب (بالإنجليزية: BelongTo Youth Development)‏، وقضية زابون ضد مفوضي الإيرادات (بالإنجليزية: Zappone v. Revenue Commissioners)‏ و أخبار مجتمع المثليين (بالإنجليزية: Gay Community News (Dublin))‏.
قام ملك جمال أيرلندا المثلي 2008 باري ميغان بالوصول إلى النهائي الكبير في مسابقة ملك جمال العالم المثلي الدولية في هوليوود في يناير. مثل هو وملك جمال أيرلندا الشمالية المثلي أيرلندا في مسابقة ملك جمال أوروبا المثلي في بودابست في الفترة من 1 إلى 6 يوليو. حصل ملك جمال أيرلندا المثلي 2007 جون رايس على المركز الثالث في بودابست في عام 2007. وحصل ملك جمال أيرلندا الشمالية المثلي 2007 على المركز الثامن في بودابست (2007)، بعد ملك جمال أيرلندا المثلي 2006 كيث كيرني في المرتبة الثانية في ملك جمال أوروبا المثلي في أمستردام في عام 2006. إنه الحدث الأيرلندي الوحيد من نوعه. المشاركون متنوعون: تتراوح أعمارهم بين 18 و 40 عامًا، حيث تتنافس العديد من الجنسيات على الجائزة. ملك جمال دبلن المثلي 2007 كان إسبانيا وملك جمال الجنوب الغربي المثلي 2008 بولنديا. حامل اللقب في عام 2010 هو ماكس كرجوجاوفسكي، واستمر في الفوز بلقب ملك جمال العالم المثلي 2010. في عام 2018، حصل رجل برازيلي غيلهيرمي سوزا على لقب ملك جمال أيرلندا المثلي وصنع التاريخ في أيرلندا، ليحتل المركز الرابع في مسابقة ملك جمال أوروبا المثلي 2018 وأعلى 10 في ملك جمال العالم المثلي 2019، كان غيلهيرمي أحد أفضل خلال كل فترة حكمه، وهو ناشط ومدافع عن الصحة العقلية وإساءة معاملة الأطفال. في أيرلندا كصحفي للصحافة الأيرلندية للمثليين، أخبار مجتمع المثليين (بالإنجليزية: Gay Community News)‏.